# Turáni Társaság
A Turáni Társaság, vagy másik nevén a Magyar Ázsiai Társaság 1910. december 3-án alakult meg. Az egyesület jelentette meg a Turán című folyóiratot.

## Története
A Turáni Társaságot 1910. december 3-án hozták létre. Céljai között szerepelt többek között a gazdasági kapcsolatok erősítése és kialakítása az úgynevezett "keleti" országokkal (Ázsia, illetve a Balkán országai), továbbá „vezérszerep a magyarnak a turáni népcsaládban tudományos és gazdasági téren”. Támogatói között az Első Hazai Takarékpénztár érdekeltségébe tartozó Hazai Bank Rt. is szerepelt. 
Létrejöttét az akkoriban egyre nagyobb körben elterjedő turanizmus eszmeisége inspirálta A turáni népek közös gyökereinek feltárása, megismerése és megismertetése szerepelt céljai között - kezdetben a Magyar Néprokonsági Egyesület elnevezést is használták. Ebből a szervezetből nőtte ki magát 1920-ban az MTA keretein belül létrehozott, tudományos kérdésekkel foglalkozó Kőrösi Csoma Társaság, továbbá a Magyar–Finn Társaság, Magyar–Észt Társaság, 1924-ben a Magyar Nippon Társaság és 1943-ban pedig a Magyar–Török Társaság.

## Tagjai
Tagjait három jelentősebb csoportba lehet sorolni: tudósok és utazók, az arisztokraták és politikusok és pénzemberek, illetve az úgynevezett turanisták, főleg tudósok, értelmiségiek.
A Turáni Társaság első csoportjának tagjai közé tartozott egyebek mellett: Cholnoky Jenő, Erődi Béla, Felvinczi Takács Zoltán, Germanus Gyula, Goldziher Ignác, Havass Rezső, Hopp Ferenc, Lóczy Lajos, Mészáros Gyula, Milleker Rezső, Munkácsi Bernát, Teleki Pál, Velics Antal, Vikár Béla.
A Társaság másik csoportjának tagjai voltak: Bánffy Miklós, Bárczy István, Berzeviczy Albert, Chorin Ferenc, Darányi Ignác, Hatvany József, Károlyi Mihály, Tisza István, Széchenyi Béla, Szemere Miklós.
A harmadik csoportba tartoztak például: Baráthosi Balogh Benedek, Kmoskó Mihály, Márki Sándor, Pósta Béla, Pröhle Vilmos.